# Melchor Carlos Inca
Melchor Carlos Inca Amarilla de Esquivel (Cuzco, 1574-Alcalá de Henares, 1610) fue un noble inca de ascendencia mestiza, último descendiente legítimo de los soberanos incas del Cusco (es decir, no se cuentan las ramas de Quito y Vilcabamba).

## Primeros años
Nieto de Cristóbal Paullu Inca, hijo legítimo de Carlos Inca y María Amarilla de Esquivel. Tenía apenas tres años cuando el Rey anuló las disposiciones del virrey Toledo en contra de su padre, y creció entre lujos, igual que sus ancestros. Recibió una completa educación en el Colegio San Francisco de Borja del Cuzco, aunque nunca adquirió los conocimientos clásicos de su padre. Heredó en cambio su pasión por la pompa y ceremonia españolas. Se decía que era uno de los mejores jinetes del país.

## Vida en el Cuzco
Ansioso por hacer lo debido, Melchor Carlos fundó una capilla dedicada a San Francisco y la dotó generosamente, y lo mismo hizo con la de la Virgen de Guadalupe, creada por su padre. Toda esa encomiable actividad le ganó el título de regidor perpetuo y alférez real de los incas del Cuzco.
Melchor Carlos heredó las propiedades de su padre en 1582, cuando tenía 11 años. La herencia era dudosa, porque las numerosas encomiendas de Paullu ya había sido usufructuadas por dos vidas y debían revertir a la Corona; Melchor Carlos solicitó inmediatamente la extensión por una vida más, y el 14 de marzo de 1582 el virrey Enríquez escribió favorablemente al Rey, además de devolver a Melchor Carlos el palacio de Colcampata.
Muerto su padre cuando apenas llegaba a la adolescencia, el joven príncipe pronto empezó a hacer travesuras entre las damas cusqueñas, cayendo bajo la influencia de los peores elementos del Cuzco. Con frecuencia tuvo que presentarse ante los tribunales, pero siempre consiguió ser perdonado alegando su linaje.

## Descendencia
Tuvo su primer hijo ilegítimo a los 20 años, de una mujer indígena llamada Catalina Quispe Sisa Chávez, que en los años siguientes le dio varios hijos más, todos los cuales recibieron nombres muy sonoros: Juan Melchor Carlos Inca, Juana Yupanqui Coya, Carlos Inca y Melchora Clara Coya. Sin embargo, una esposa quechua no estaba a la altura de Melchor Carlos: él tenía que casarse con una dama española, como lo hiciera su padre; su madre le ayudó a encontrar una novia adecuada, y en 1595 se casó con Leonor Arias Carrasco, heredera de Pedro Alonso Carrasco, caballero de Santiago, y nieta de dos distinguidos conquistadores españoles: Pedro Alonso Carrasco y Alonso Pérez. En 1620 Melchor Carlos reclamó su propio lugar en la Orden de Santiago, que le fue concedido en 1627.
Recientemente el linaje Carlos Inca ha sido objeto de varias investigaciones en la descendencia, movimiento geográfico o estudio de redes sociales y económicas. De todas ellas destacan las investigaciones de Donato Amado Gonzáles sobre su rama cuzqueña y las de Eduardo Rubio Aliaga acerca de las ramas en España y su estudio de redes. Dichas investigaciones dan cuenta de la decadencia socioeconómica de la dinastía heredera de Huayna Capac.